# Becada de les Auckland
La becada de les Auckland (Coenocorypha aucklandica) és una espècie d'ocell de la família dels escolopàcids (Scolopacidae). Habita zones arbustives i de matoll de la regió de Nova Zelanda, a les illes Auckland i Antípodes.